# 돌이킬 수 없는 (2002년 영화)
《돌이킬 수 없는》(프랑스어: Irréversible)은 2002년 개봉한 프랑스의 심리 스릴러 영화이다. 가스파 노에가 감독과 각본을 맡았다.

## 출연

### 주연
- 모니카 벨루치
- 뱅상 카셀
- 알베르 뒤퐁텔
- 필리프 나옹

### 조연
- 조 프레스티아
- 스테판 드루오
- 장 루이스 코스테스
- 가스파 노에